# Trojměstí

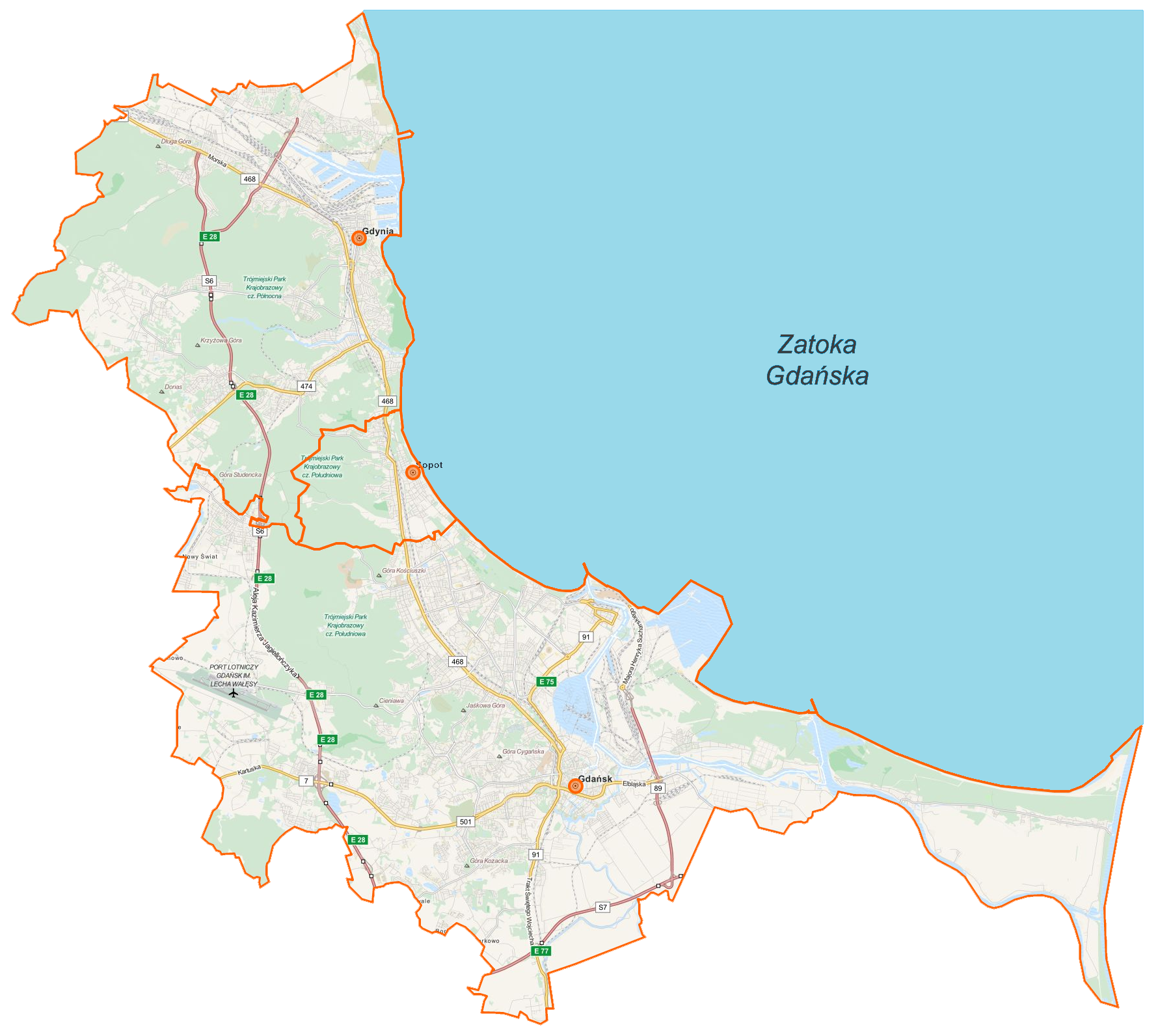
Mapa Trojměstí ('Trójmiasto')

Trojměstí (polsky Trójmiasto [trujmjasto], kašubsky Trzëgard) je společný název pro konurbaci měst Gdaňsk, Gdyně a Sopoty na Gdaňském pobřeží Gdaňského zálivu Baltského moře v severním Polsku. Trojměstí je nejdůležitější hospodářské, školské a kulturní centrum v Pomořském vojvodství. Celkem v Gdaňsku, Sopotech a Gdyni žije přes 750 000 obyvatel, v trojměstské metropolitní oblasti pak od 993 000 do 1 500 000 obyvatel. Důležitou nepobřežní části Trojměstí je také Trojměstský krajinný park (Trójmiejski Park Krajobrazowy).
Sousedí s Malým Trojměstím, které definuje společný název pro města Rumia, Reda a Wejherowo.

## Doprava
- PKP Szybka Kolej Miejska w Trójmieście
- Pomorska Kolej Metropolitalna